# Scolopsella reticulata
Scolopsella reticulata är en insektsart som beskrevs av Ball 1905. Scolopsella reticulata ingår i släktet Scolopsella och familjen lyktstritar. Inga underarter finns listade i Catalogue of Life.